# Cistella atenuipilus
Cistella atenuipilus är en svampart som beskrevs av Graddon 1986. Cistella atenuipilus ingår i släktet Cistella och familjen Hyaloscyphaceae.   Inga underarter finns listade i Catalogue of Life.